# Satet
Satet (Setet) (egip. Sṯt, gr. Sátis Σάτις) – w mitologii egipskiej bogini wód i katarakt nilowych.
Przypuszczalnie czczona była początkowo pod postacią antylopy, stąd późniejsze przedstawianie jej w postaci ludzkiej noszącej koronę Górnego Egiptu ozdobioną parą wygiętych rogów antylopy.
Uważana za drugą małżonkę (lub córkę) Chnuma i matkę Anuket, należała wraz z nimi do triady czczonej na Elefantynie i w jej regionie. Kult tej trójcy wprowadzili Egipcjanie na zajętych terenach po podboju Nubii w epoce Średniego Państwa (XII dynastia). Od tego czasu tytułowana „Panią Elefantyny” i według Tekstów Piramid czczona jako dawczyni wody podawanej zmarłym dla oczyszczenia. Utożsamienie Chnuma z Ra zyskało jej przydomek „oka Ra”, co (przez analogię do Hathor – „oka słonecznego”) nadało jej cechy kobiecych bogiń miłości.